# Skogssmygar
Ej att förväxla med fjärilen skogssmygare, fågelsläktet skogsgärdsmygar eller fågelarten skogssmygsångare.
Skogssmygar (Hyloctistes) är ett fågelsläkte i familjen ugnfåglar inom ordningen tättingar. Släktet omfattar här två arter med utbredning i Latinamerika från östra Nicaragua till norra Bolivia:
- Östlig skogssmyg (H. subulatus)
- Västlig skogssmyg (H. virgatus)

Hyloctistes inkluderas ofta i Automolus och virgatus behandlas ofta som underart till subulatus.